# سحيم (المهرة)

تعديل مصدري - تعديل

سحيم هي إحدى قرى مديرية منعر التابعة لمحافظة المهرة، بلغ تعداد سكانها 17 نسمة حسب تعداد اليمن لعام 2004.